# کاساندرا دیموسکی
کاساندرا دیموسکی (انگلیسی: Cassandra Dimovski؛ زادهٔ ۲۷ دسامبر ۱۹۹۳) بازیکن فوتبال اهل استرالیا است.